# 吳姍儒
吳姍儒（英語：Sandy Wu，1990年8月15日—），臺灣女藝人、主持人，為台灣綜藝主持人吳宗憲長女，亦為吳宗憲所成立的經紀公司「容易文創」旗下藝人。2016年，吳宗憲與吳姍儒父女檔以綜藝談話節目《小明星大跟班》獲得第51屆金鐘獎「綜藝節目主持人獎」，2019年，她與黃子佼以益智節目《一呼百應》拿下第54屆金鐘獎「益智及實境節目主持人獎」。2021年，吳姍儒與炎亞綸、唐綺陽以實境談話節目《36題愛上你》獲得第56屆金鐘獎「綜藝節目主持人獎」。

## 早年及背景
吳姍儒出生於臺北市，父親為主持人吳宗憲。母親張葳葳是家庭主婦。二妹吳則含在貿易公司擔任時尚採購工作，為「容易文創有限公司」代表人暨董事，後擔任總經理。三妹吳奕佳畢業於紐約視覺藝術學院。小弟吳睿軒畢業於伯克利音樂學院，2018年以藝名「鹿希派」出道成為藝人。
吳姍儒14歲時到美國留學，21歲時取得美國華盛頓大學博瑟爾分校綜合藝術學士學位後返台。在此期間，2007年，吳姍儒參演父親吳宗憲投資新台幣2,000萬元自編自導拍攝的偶像劇《劍道愛》，原欲以此作進軍演藝圈，後由於各電視台無意收購該劇版權，最終導致未能播映。
2012年，吳姍儒自美國留學返台後，曾於光復國中短期擔任過英文老師，同時擔任高中補習班多益（TOEIC）與全民英檢（GEPT）教師及週末家教。

## 經歷
2013年，吳姍儒在該年暑假開始與搭檔陳筱蕾主持《Yahoo娛樂爆》，進入演藝圈。
2016年，吳姍儒與吳宗憲一起主持中天綜藝節目《小明星大跟班》，並獲得第51屆電視金鐘獎「綜藝節目主持人獎」，是有史以來第一對共同獲得金鐘的父女檔。2017年9月30日，吳姍儒與吳宗憲在第52屆電視金鐘獎頒獎典禮上共同頒發獎項，該段節目收視率為4.23，成為典禮播出收視最高點。2018年8月4日，她和吳宗憲在東森購物台的直播節目中共同促銷代言的品牌鍋具，750組鍋具在節目中完售，獲台幣300萬元業績。2019年，吳姍儒與黃子佼搭擋主持益智節目《一呼百應》拿下第54屆金鐘獎「益智及實境節目主持人獎」，也是她三年內第二度奪下電視金鐘獎主持人獎項。
2020年1月22日，吳姍儒和張菲搭檔主持「鴻海集團」尾牙。2021年10月2日，她與炎亞綸、唐綺陽以實境談話節目《36題愛上你》獲得第56屆金鐘獎「綜藝節目主持人獎」，三度奪下電視金鐘獎主持人獎項，媒體「聯合新聞網」對此評論認為吳姍儒已經脫離父親吳宗憲的協助和保護，並成功向外界證明自己能獨立獲得獎項肯定。

## 演藝外事業
- 營運中

- 「容易文創有限公司」：即「容易文創」；藝人經紀公司，亦銷售各式消費和文創產品。起初由二妹吳則含擔任副總經理，她工作三個月後辭職離開，至業界自行闖蕩；後來她回容易文創管理自家公司，擔任總經理並專責海外事務。
- 「無聊咖啡AMBI-CAFE」下午茶咖啡廳（「天際線文創有限公司」）：與吳宗憲共同投資，由吳姍儒經營。2021年，媒體報導該店面約300坪，位於台北市東區精華地段，吳家估計認為其市值超過新臺幣5億元。

- 已結束營運或轉讓之事業

- 「Pocket Wang 王家口袋燒餅」燒餅店（與吳宗憲共同投資，由吳姍儒經營）。
- 「自然捲」墨西哥捲餅早午餐店（與吳宗憲共同投資，由吳姍儒經營）。

## 個人生活
2022年1月，與交往5年的圈外男友王陽開完婚，同年9月，於個人Instagram帳號上宣布懷孕消息。2023年產下一子，2024年產下一女。

## 作品

### 電視節目
| 年份           | 頻道/平台            | 節目名稱       | 備註                |
| -------------- | -------------------- | -------------- | ------------------- |
| 2025年3月5日—  | 東森綜合台、東森超視 | 《小姐不熙娣》 | 代班主持 搭檔派翠克 |
| 2025年9月28日— | 公視                 | 《一字千金》   |                     |

### 配音
| 年份 | 作品                     | 飾演     |
| ---- | ------------------------ | -------- |
| 2022 | 《諸葛四郎－英雄的英雄》 | 玉兒公主 |

### 書籍
| 日期         | 書籍名稱                   | 出版社   | ISBN               | 備註         |
| ------------ | -------------------------- | -------- | ------------------ | ------------ |
| 2020年2月7日 | 《我的存在本來就值得青睞》 | 三采文化 | ISBN 9789576582929 | 首本散文作品 |

## 獎項紀錄

### 電視金鐘獎
| 年份   | 獲提名             | 獎項                                | 結果 |
| ------ | ------------------ | ----------------------------------- | ---- |
| 2016年 | 《小明星大跟班》   | 第51屆金鐘獎 綜藝節目主持人獎       | 獲獎 |
| 2019年 | 《一呼百應》       | 第54屆金鐘獎 益智及實境節目主持人獎 | 獲獎 |
| 2020年 | 《一呼百應》第二季 | 第55屆金鐘獎 益智及實境節目主持人獎 | 提名 |
| 2021年 | 《36題愛上你》     | 第56屆金鐘獎 綜藝節目主持人獎       | 獲獎 |
| 2023年 | 《小明星大跟班》   | 第58屆金鐘獎 綜藝節目主持人獎       | 提名 |
| 2024年 | 《小明星大跟班》   | 第59屆金鐘獎 綜藝節目主持人獎       | 提名 |

## 外部連結
- 吳姍儒 Sandy Wu的Facebook專頁
- 吳姍儒Sandy Wu的Instagram帳戶
- 吳姍儒Sandy的新浪微博